# Бакир уулу, Турсунбай
Турсунбай Бакир уулу (род. 17 марта 1958, Кара-Суу, Ошская область) — киргизский государственный и политический деятель. Депутат Жогорку Кенеша (1995—2000, 2000—2002, 2010—2015). Кандидат на президентских выборах 2000 года (0,96 % голосов избирателей) и президентских выборах 2005 года (3,93 % голосов избирателей) от партии «Эркин Кыргызстан».
Государственный советник II класса (2001). Государственный советник II класса (2006).

## Биография
Турсунбай Бакирович Эргешев родился 17 марта 1958 года в Кара-Суу Кара-Сууского района Ошской области. По национальности киргиз.
C 1979 по 1984 год проходил обучение в Киргизском государственном университете им. 50-летия СССР (ныне Киргизский национальный университет имени Жусупа Баласагына). С 1987 по 1990 год учился на философском факультете Киевского государственного университета имени Т. Г. Шевченко (ныне Киевский государственный университет имени Т. Г. Шевченко).

### Трудовая деятельность
Трудовую деятельность начал в 1972 году как плотник лесосклада в городе Кара-Суу. В 1973 году работал штукатур-маляром в РайПО, Кара-Сууский район. В 1974 году — бетонщик СМУ-3 в Оше. С 1976 по 1977 год работал формовщиком 2-го разряда на заводе железобетонных изделий и конструкций «ДСК-2». Затем в 1981 году работал в России мастером 2-й группы Опытно-экспериментального производства «НИТИ ОП».
С 1984 по 1987 год — преподаватель в Ошском педагогическом институте. С 1985 по 1987 год — председатель Областного совета молодых учёных и специалистов. С 1988 по 1991 год — президент организации «Кыргызское землячество». С 1991 по 1993 год — преподаватель, старший преподаватель в Ошском государственном университете. С 1994 по 1997 год — вице-президент Благотворительного общества «Тюрк-Атанын балдары».
В 1999 году совершил хадж в Мекку и Медину. В том же году провёл миротворческую миссию по прекращению войны с боевиками Исламского движения Узбекистана, изгнанию их за пределы страны и освобождению киргизских и японских пленных.

### Политическая деятельность
С 1989 по 1992 год — председатель движения «Рух» («Жаны-Демилге»). С 1992 по 1995 год — заместитель председателя Демократической партии «Эркин Кыргызстан». В 1992 году и с 1995 по 2002 год — председатель Демократической партии «Эркин Кыргызстан». С 1995 по 2000 год — депутат Жогорку Кенеша I созыва, председатель Комитета по международным делам и межпарламентским связям и средствам массовой информации. С 1996 по 1998 год — заместитель председателя Комитета по внешней политике Межпарламенской ассамблеи СНГ.
С 2000 по 2002 год — депутат Жогорку Кенеша II созыва, председатель Комиссии по геополитике. После того, как Бакир Уулу был утверждён депутатом парламента Кыргызстана на парламентских выборах 2000 года, он объявил свою кандидатуру на президентских выборах 29 октября 2000 года. На президентских выборах победил действующий президент Аскар Акаев, набравший более 74 % голосов избирателей, в то время как Бакир Уулу получил только 18 774 голоса, что составляет менее 1 % голосов избирателей.
21 ноября 2002 года избран первым в истории суверенного Кыргызстана омбудсменом (акыйкатчы). Его кандидатуру поддержали 36 депутатов, против высказались 16. 13 декабря 2002 года принёс присягу парламенту. В июне 2005 года временно сложил свои полномочия. По решению Центральной избирательной комиссии Кыргызстана был зарегистрирован как кандидат на должность президента Кыргызстана. Выдвинут от собрания избирателей омбудсмена. Затем продолжил занимать пост омбудсмена. 26 ноября 2007 года приостановил исполнение своих полномочий в связи с участием в досрочных парламентских выборах. В 2008 году истёк срок Турсунбая Бакира уулу на посту омбудсмена Кыргызстана.
После тюльпановой революции в Кыргызстане Бакир Уулу подал заявление на участие в президентских выборах 2005 года. В преддверии выборов он призвал к усилению роли ислама в политической системе Кыргызстана и отмене разделения властей в пользу доминирующего положения президента. На выборах 10 июля он потерпел поражение от Курманбека Бакиева, который получил почти 89 % голосов избирателей, в то время как Бакир Уулу получил второе место с 3,93 % голосов избирателей.
2 сентября 2009 года Указом президента Кыргызстана назначен Чрезвычайным и Полномочным послом Киргизской Республики в Малайзии. В том же году Бакир Уулу впервые привлёк внимание общественности антиизраильской акцией, когда он попытался сжечь флаг Израиля во время акции протеста. 4 августа 2014 года Бакир Уулу сорвал израильский флаг на пресс-конференции, после чего посол Израиля обратился с протестом в МИД Кыргызстана.
14 сентября 2010 года Указом президента Кыргызстана освобождён от должности Чрезвычайного и Полномочного посла Киргизской Республики в Малайзии.
Проведя год в Малайзии, Бакир Уулу баллотировался от партии «Ар-Намыс» на парламентских выборах 2010 года. С 10 ноября 2010 по октябрь 2015 года — депутат Жогорку Кенеша V созыва, тем самым войдя в парламент в третий раз.
С февраля 2012 года был членом Комитета по международным делам Жогорку Кенеша. Он также сыграл важную роль в разработке закона против так называемых иностранных агентов, который был принят парламентом Кыргызстана 4 июня 2015 года. Закон основан на российском законе и позволяет, среди прочего, усилить надзор за иностранными неправительственными организациями в Кыргызстане.
С 2012 года — член Российско-Кыргызской межпарламентской комиссии. С 2013 года — заместитель председателя Комиссии ТюркПА по социальным вопросам и культуре. С мая 2013 года — президент Федерации бильярдного спорта Киргизской Республики. В 2014 году совершил умру в Мекку и Медину.
После парламентских выборов 2015 года срок полномочий Бакира Уулу в парламенте истёк. В преддверии президентских выборов 2017 и 2021 годов Бакир уулу безуспешно объявлял о своей кандидатуре.
В 2020 году было принято решение о совместном участии «Эркин Кыргызстан» в предстоящих парламентских выборах с партией «Бутун Кыргызстан». Однако вскоре Турсунбай Бакир уулу призвал эту партию оставить список кандидатов, утверждённый на её съезде, так как по закреплённому списку его имя занимало место в первых рядах, однако позже было сдвинуто назад на самый конец (примерно 22-е место). В связи с этим он планировал подать в суд на партию. По словам представителя этой партии Айданбек Акмат уулу Турсунбай не входил в «Бутун Кыргызстан» на правах члена партии. В итоге ЦИК Кыргызстана встала на сторону «Бутун Кыргызстан», хотя рабочая группа ЦИК в споре встала на сторону Бакира уулу, предложив отстранить «Бутун Кыргызстан» от участия в выборах из-за нарушения законодательства — изменения списка кандидатов после проведения съезда партии. Но члены Центризбиркома на своём заседании 2 сентября это предложение отклонили.

### Научная деятельность
Кандидат философских наук. Имеет более 100 научных, научно-популярных и научно-публицистических трудов, опубликованных в России, Кыргызстане и на Украине.

## Взгляды
Регулярно выступал против президента Кыргызстана Аскара Акаева, свергнутого 24 марта 2005 года во время Тюльпановой революции. Среди прочего, он раскритиковал использование военной авиабазы Манас ВВС США для войны в Афганистане, призывал к отмене смертной казни, освобождению Феликса Кулова из тюрьмы, прекращению запрета на исламское террористическое движение «Хизб ут-Тахрир аль-Ислами» и назвал парламентские выборы 2005 года «наименее свободными и справедливыми, которые когда-либо видела страна».
Его речи считаются довольно консервативными. Он высказался против полового воспитания и прав ЛГБТ и потребовал введения строгих дресс-кодов для журналисток, освещающих деятельность Жогорку Кенеша. Турсунбай также призвал не отмечать День святого Валентина.

## Награды
- Почётная грамота Ошского педагогического института (1987);
- Почётная грамота Кыргызстана «За активное участие в обсуждении и принятии Конституции КР»;
- Юбилейная медаль «Манас-1000» (1995);
- Почётная медаль «Ош-3000» (2000);
- Медаль министерства обороны КР «За отличие в воинской службе» I степени (2001);
- Юбилейная медаль «10 лет независимости Украины» (2001);
- Юбилейная медаль РФ «15 лет вывода советских войск из Республики Афганистан» (2004);
- Медаль Национальной комиссии по государственному языку при президенте Кыргызстана как лучшему руководителю за внедрение государственного языка в делопроизводство аппарата омбудсмена (акыйкатчы) КР (2006);
- Юбилейная медаль «70 лет Жогорку Кенешу Киргизской Республики» (2009);
- Юбилейная медаль МПА СНГ «20 лет МПА СНГ» (2012, Межпарламентская ассамблея СНГ);
- Почётная грамота Жогорку Кенеша Киргизской Республики (2013);
- Почётная грамота МПА СНГ (11 апреля 2013, Межпарламентская ассамблея СНГ) — за активное участие в деятельности Межпарламентской Ассамблеи и её органов, вклад в укрепление дружбы между народами государств — участников Содружества[14];
- орден «Содружество» (28 ноября 2013, Межпарламентская ассамблея СНГ) — за активное участие в деятельности Межпарламентской Ассамблеи и её органов, вклад в укрепление дружбы между народами государств — участников Содружества Независимых Государств[15].

В 1998 году Указом президента Кыргызстана ему присвоен высший дипломатический ранг Чрезвычайного и Полномочного Посла Кыргызстана. В 2001 году ему присвоено звание государственного советника II класса. В 2006 году стал государственным советником II класса.

## Личная жизнь
- Отец — Бакир Эргешев.
- Мать — Хайринса Айдашева.
- Сыновья — Каныбек, Кантемир, Искендер, Махатхир. Сын Турсунбая Бакира уулу от первого брака — Каныбек Бакиров, работавший следователем ОВД Баткенской облпрокуратуры — 31 июля 2013 года был признан виновным по ст. 313 ч. 2 п. 1 (Неоднократное вымогательство взятки) УК КР и приговорён к 12 годам лишения свободы с отбыванием назначенного наказания в колонии усиленного режима с конфискацией имущества.
- Дочери — Зебиниссо, Карина, Тахмина, Ясина.
- Жёны — Нуриза Бурханова; Чолпонай Таджибаева (род. 1965). С первой супругой, которая родила ему двоих детей, Турсунбай Бакир уулу прожил восемь лет. Затем он с ней развёлся, сделав это позже со второй супругой. Сейчас Бакир уулу живёт с третьей молодой супругой, родившей ему дочь.

Владеет киргизским, русским, английским, турецким, персидским, узбекским, украинским и различными тюркскими языками.